# Île Saltspring

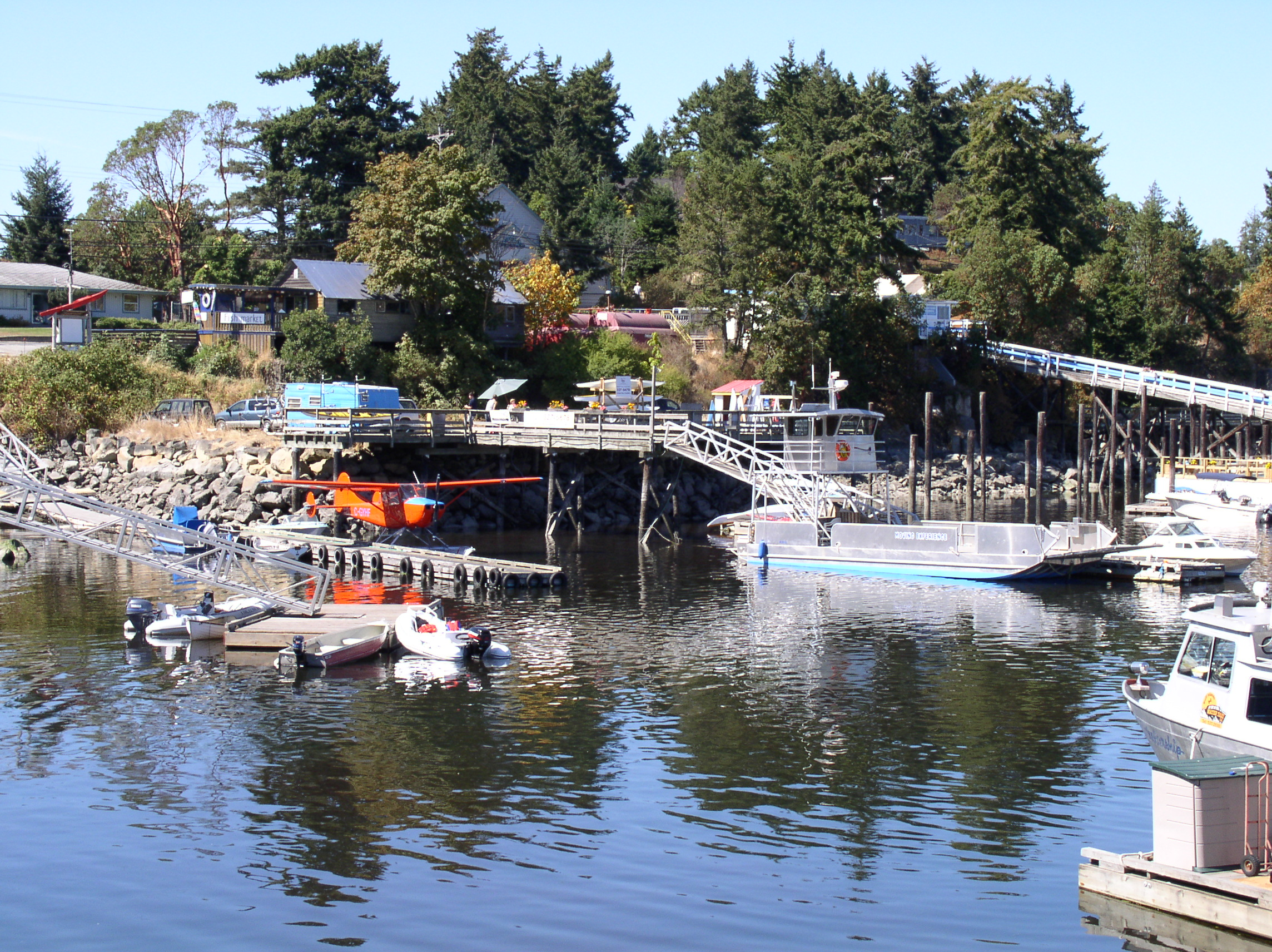
Saltspring Island.

L'île Saltspring (en anglais : Saltspring Island), aussi connue sous le nom d'île Salt Spring (Salt Spring Island), est la plus grande île des Îles Gulf du sud, en Colombie-Britannique au Canada. Littéralement, son nom se traduit de l’anglais par source salée. Elle fut nommée ainsi par des officiers de la Compagnie de la Baie d'Hudson en raison de la présence de sources d’eaux froides et salées se trouvant au nord de l’île.

## Toponymie

### Saltspring ou Salt Spring
Le gouvernement de Colombie-Britannique nomme l’île en fonction du nom donné par la Compagnie de la Baie d'Hudson (île Saltspring si l’on se réfère aux cartes datant de 1855 et 1856). Le dictionnaire des lieux canadiens d’Oxford indique néanmoins que le nom Salt Spring apparut à partir des années 1800. La poste canadienne accepte de son côté les deux appellations.

### Lieux de l’île
La ville de Ganges fut nommée en référence au bateau HMS Ganges qui stationna à proximité entre 1857 et 1861. Le HMS Ganges était un bâtiment naval de guerre de la Royal Navy de catégorie 2 de 2,284 tonnes équipé de 84 canons. De la même façon, la localité de Vesuvius Bay fut nommée d‘après le navire HMS Vesuvius.
Le pic Baynes, aussi appelé plus communément Mont Maxwell, se trouve au centre de l’île. Son nom vient de l’amiral Baynes qui était l‘officier dirigeant durant la gouvernance de James Douglas dans la base de Callao au Pérou.
D’autres noms de militaires furent utilisés pour nommer des lieux de la région. Le port Fulford Harbour d’après le nom d’un capitaine, la baie Burgoyne d’après un commandant, la pointe Southey d’après le secrétaire de l’amiral, le mont Bruce selon un commandant en chef, et le cap Keppel d’après le nom d’un ami de Baynes.

## Histoire

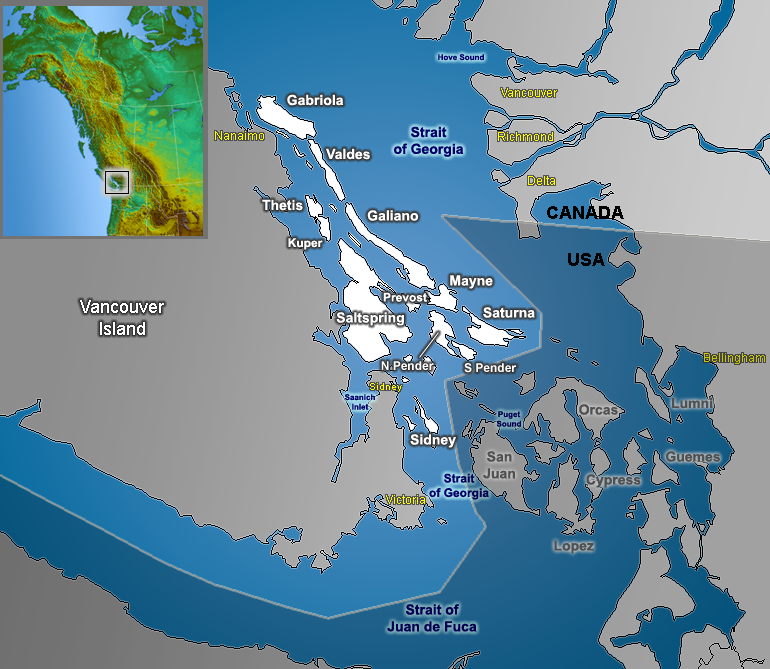
Carte indiquant la localisation de l’île au sud des îles Gulf.

L’île Saltspring était un lieu de résidence saisonnier pour les Amérindiens de la région et cela bien avant l’arrivée des Européens si l’on en croit les découvertes faites au sud de l’île à l’emplacement de la réserve Tsawout Band.
La population Wsanec de la péninsule de Saanich et la population Cowichan de la Vallée Cowichan fréquentaient les côtes de l’île en y récoltant les ressources naturelles.
L’île fut explorée par les Espagnols et les Anglais dans les années 1700. Les premiers pionniers s’établirent dans les années 1850. Ils étaient composés de personnes qui avaient perdu tout espoir dans la ruée vers l’or sur le fleuve Fraser. Un groupe de 9 esclaves noirs américains sont arrivés en 1857 à Vesuvius pour gagner leur liberté en fuyant les États-Unis.
D’autres migrants africains venant de Californie furent suivis par des migrants en provenance du Portugal, de Scandinavie, d’Angleterre et même d’Hawaïens (Kanakas) recrutés à l’origine par la compagnie de la baie d’Hudson. Beaucoup de Japonais arrivèrent sur l’île pour pêcher. La population actuelle est en grande partie descendante de toutes ces nationalités.
Une légende dit que durant la Seconde Guerre mondiale, un avion japonais Zero s’est écrasé dans la région et que la carcasse de l’avion se trouve encore sur une des nombreuses montagnes boisées de l’île.
Dans les années 1960 et 1970, beaucoup de jeunes arrivèrent dans l’île attirés par le style de vie calme et le climat doux. Durant la guerre du Viêt Nam, l’île attira des hippies et des opposants à la guerre menée par les États-Unis.
En 2001, Saltspring commença une initiative pour promouvoir l’île notamment auprès des touristes. Des dollars Salt Spring furent tirés à partir du 15 septembre. Ceux-ci peuvent être utilisés dans certains commerces de l’île et ont la parité avec le dollar canadien. Ils ne sont valables que sur l’île.
Aujourd’hui, Salt Spring attire des personnes du monde entier recherchant un lieu calme et tempéré ainsi que des artisans profitant de l’environnement créatif de l’île et des galeries d’art.

## Géographie
L’île fait partie intégrante du district le plus peuplé et le plus vaste des îles Gulf. On y trouve le Parc Provincial Ruckle. Les côtes sont composées de falaises rocheuses, de baies, et de plages de sable. 4 plages sur 22 sont destinées à la natation.

Le lac Cusheon, sur l'île Saltspring. Juillet 2018.

Le sol est composé de sables granuleux. La granulométrie du sol est rarement plus fine sauf dans la vallée de Fulford. Le sol est en général un mélange de sables et de roches dans les régions montagneuses.
La partie escarpée du sud de l’île est dominée par les monts Tuam et Bruce qui sont séparés par la vallée de Fulford. Le centre de l’île est dominé par le mont Maxwell (Pic Baynes) et le mont Erskine. Le nord de l’île est moins escarpé et il est composé de prairies, de forêts et de la majorité des lieux résidentiel autour du village de Ganges.
L’île fait 29 km de long pour une largeur allant jusque 14 km. L’île a 133 km de côtes et sa superficie est de 182,27 km2. La population était de 9.279 personnes en 2001.

## Accès
L’île Saltspring est située à proximité de l’île de Vancouver ce qui la rend facilement accessible par bateaux. BC Ferries relie le port Fulford Harbour avec Swartz Bay, et aussi Vesuvius à Crofton sur l’île de Vancouver. BC Ferries relie également Long Harbour avec Tsawwassen sur le continent. Des hydravions relient également le village de Ganges à Vancouver, Victoria et Seattle.

## Tourisme et culture artistique
Saltspring a beaucoup d’attraits pour les touristes mais son marché en est l'un des principaux. Environ 150 vendeurs locaux se réunissent tous les samedis sur le parc du centenaire pour faire le bonheur des nombreux touristes. On y trouve de la nourriture et de l’artisanat local qui symbolise le style de vie de l’île.

## Résidents célèbres
- Randy Bachman - musicien (Bachman-Turner Overdrive, Guess Who)
- Robert Bateman – Artiste de la vie sauvage
- Arthur Black – Humoriste et chaîne CBC
- Brian Brett – poète et écrivain
- Bill Henderson – Chanteur et compositeur (The Collectors, Chilliwack)
- Dan Jason- auteur
- Sky Lee – artiste et écrivain
- Tara MacLean – chanteuse et compositrice
- Harry Manx - chanteur
- Stuart Margolin - acteur ("The Rockford Files")
- James Monger docteur en géologie
- Elliot Page - acteur
- Valdy – chanteur
- Phyllis Webb – poète et présentateur radio
- Simon Whitfield – champion olympique de triathlon
- Ding-Dong – clown mathématicien